# Puchar Europy w skokach narciarskich 1980/1981
Puchar Europy w skokach narciarskich 1980/1981 – rozpoczął się 28 grudnia 1980 na skoczni Olympiaschanze w Sankt Moritz, a zakończył 26 kwietnia 1981 na skoczni Paul-Ausserleitner-Schanze w Bischofshofen. Cykl składał się z 15 konkursów indywidualnych, a jego zwycięzcą został Austriak Alois Lipburger. 

## Kalendarz i wyniki
| Lp.                                            | Data                                           | Miejscowość                                    | Punkt K                                        | Uwagi                                          | 1. miejsce        | 2. miejsce        | 3. miejsce          |
| ---------------------------------------------- | ---------------------------------------------- | ---------------------------------------------- | ---------------------------------------------- | ---------------------------------------------- | ----------------- | ----------------- | ------------------- |
| 1.                                             | 28 grudnia 1980                                | Sankt Moritz                                   | K-94                                           | –                                              | Joachim Ernst     | Masaru Nagaoka    | Satoru Matsuhashi   |
| 2.                                             | 8 stycznia 1981                                | Maribor                                        | K-75                                           | TTP                                            | Ole Erik Tvedt    | Dag Holmen Jensen | Alois Lipburger     |
| 3.                                             | 10 stycznia 1981                               | Tarvisio                                       | K-80                                           | TTP                                            | Alois Lipburger   | Ole Erik Tvedt    | Ivano Wegher        |
| 4.                                             | 11 stycznia 1981                               | Villach                                        | K-60                                           | TTP                                            | Dag Holmen Jensen | Ole Erik Tvedt    | Alois Lipburger     |
| Turniej Trzech Państw – klasyfikacja końcowa   | Turniej Trzech Państw – klasyfikacja końcowa   | Turniej Trzech Państw – klasyfikacja końcowa   | Turniej Trzech Państw – klasyfikacja końcowa   | Turniej Trzech Państw – klasyfikacja końcowa   | Ole Erik Tvedt    | Dag Holmen Jensen | Alois Lipburger     |
| 5.                                             | 17 stycznia 1981                               | Chamonix                                       | K-95                                           | GPoN                                           | Stanisław Bobak   | Alois Lipburger   | Willi Pürstl        |
| 6.                                             | 18 stycznia 1981                               | Le Brassus                                     | K-104                                          | GPoN                                           | Stanisław Bobak   | Piotr Sunin       | Władimir Czerniajew |
| Grand Prix of Nations – klasyfikacja końcowa   | Grand Prix of Nations – klasyfikacja końcowa   | Grand Prix of Nations – klasyfikacja końcowa   | Grand Prix of Nations – klasyfikacja końcowa   | Grand Prix of Nations – klasyfikacja końcowa   | Stanisław Bobak   | Alois Lipburger   | Willi Pürstl        |
| 7.                                             | 25 stycznia 1981                               | Seefeld                                        | K-90                                           | –                                              | Andreas Felder    | brak danych       | brak danych         |
| 8.                                             | 1 lutego 1981                                  | La Molina                                      | K-75                                           | PKr                                            | Willi Pürstl      | Tomás Cano        | Ángel Janiquet      |
| 9.                                             | 26 lutego 1981                                 | Travnik                                        | K-87                                           | –                                              | Harald Duschek    | Bertil Palsrud    | Gebhard Aberer      |
| 10.                                            | 14 marca 1981                                  | Schönwald                                      | K-85                                           | TSch                                           | Ernst Vettori     | Vegard Opaas      | Wolfgang Steiert    |
| 11.                                            | 15 marca 1981                                  | Titisee-Neustadt                               | K-90                                           | TSch                                           | Andreas Bauer     | Tapio Mikkonen    | Asko Aalto          |
| Turniej Schwarzwaldzki – klasyfikacja końcowa  | Turniej Schwarzwaldzki – klasyfikacja końcowa  | Turniej Schwarzwaldzki – klasyfikacja końcowa  | Turniej Schwarzwaldzki – klasyfikacja końcowa  | Turniej Schwarzwaldzki – klasyfikacja końcowa  | Tapio Mikkonen    | Ernst Vettori     | Andreas Bauer       |
| 12.                                            | 21 marca 1981                                  | Szczyrbskie Jezioro                            | K-90                                           | –                                              | Josef Samek       | Jozef Hýsek       | Holger Freitag      |
| 13.                                            | 22 marca 1981                                  | Szczyrbskie Jezioro                            | K-90                                           | –                                              | Josef Samek       | Klaus Ostwald     | Jiří Malec          |
| 14.                                            | 25 kwietnia 1981                               | Bischofshofen                                  | K-109                                          | –                                              | Armin Kogler      | Alfred Groyer     | Gebhard Aberer      |
| 15.                                            | 26 kwietnia 1981                               | Bischofshofen                                  | K-109                                          | –                                              | Armin Kogler      | Hans Wallner      | Alfred Groyer       |
| Puchar Europy 1980/1981 – klasyfikacja końcowa | Puchar Europy 1980/1981 – klasyfikacja końcowa | Puchar Europy 1980/1981 – klasyfikacja końcowa | Puchar Europy 1980/1981 – klasyfikacja końcowa | Puchar Europy 1980/1981 – klasyfikacja końcowa | Alois Lipburger   | brak danych       | brak danych         |